# Monacha claustralis
Monacha claustralis ist eine Schneckenart aus der Familie Laubschnecken (Hygromiidae) aus der Ordnung der Landlungenschnecken (Stylommatophora). Das ursprüngliche Verbreitungsgebiet der Art war der südliche Balkan, Griechenland und die Westtürkei. Derzeit dehnt die Art ihr Areal weiter nach Norden und Osten aus. 2019 erfolgte ein erster Nachweis auch in Deutschland.

## Merkmale
Die Gehäuse werden ausgewachsen 6 bis 11 mm hoch und 9 bis 18 mm breit. Die Adultgröße variiert aber stark, auch innerhalb derselben Population. Das Gehäuse ist niedrig-kegelförmig mit 5,5 bis 6,5 Windungen. Die Windungen sind gerundet, nicht erwachsene Exemplare zeigen noch eine deutliche Schulter im oberen Teil der Windung. Die Endwindung fällt im Adultstadium unmittelbar vor dem Mündungsbereich etwas ab. Der Mündungsrand ist im Querschnitt gesehen etwas gedrückt, der Mundsaum ist zugeschärft und nur innen etwas verdickt. Der äußere Mündungsbereich ist bräunlich oder rötlich gefärbt. Die etwas weiter im Gehäuse liegende verdickte Innenlippe scheint als weiße Zone (hinter dem rötlichen oder bräunlichen Mündungsrand) durch die Schale durch. Der Nabel ist sehr eng, häufig sogar ganz geschlossen.
Die Gehäuse sind weißlich-gelblich bis hornfarben und durchscheinend. Die Schale ist verhältnismäßig dünn. Die Oberfläche ist matt glänzend, und es sind nur Anwachsstreifen vorhanden. Häufig sind braune Flecke oder auch schmale braune Zonen ausgebildet.
Der Weichkörper des Tiers ist überwiegend hell gelb mit dunklen Pigmentflecken. Der Vorderteil ist häufig leicht rötlich, der Mantel oft mit weißen Flecken versehen. Die Tentakel sind ebenfalls gelb oder häufiger dunkelgrau und durchscheinend.
Im zwittrigen Geschlechtsapparat ist der freie Eileiter (Ovidukt) relativ kurz, die Vagina im Vergleich dazu relativ lang. Das Verhältnis ist etwa 1 zu 4 bis 5. Eine seitliche, in Längsrichtung orientierte vaginale Ausstülpung (vaginaler Sack) fehlt. Die Spermathek ist vergleichsweise groß, mit dickem, aber kurzem Stiel und großer Blase. Direkt unterhalb des Stiels sitzen ringförmig um die Vagina acht längliche Fortsätze der Glandulae mucosae an. Kurz vor der Einmündung des Penis in die Vagina setzt ein vaginaler Fortsatz (Appendix) an, der direkt am Ansatz länglich-knotenförmig und dann mit einer deutlichen Abnahme des Durchmessers fadenförmig ausläuft. Dieser Fortsatz ist etwa so lang wie die Vagina.
Im männlichen Trakt des Geschlechtsapparates ist der Samenleiter vergleichsweise kurz und wenig gewunden. Er mündet in den dünnen, langen Epiphallus, der mit einer knotenförmigen Verdickung in den sehr dicken, aber kurzen Penis übernimmt. An der Einmündung des Samenleiters in den Epiphallus ist ein dünnes Flagellum ausgebildet. Es ist immer etwas kürzer als der Epiphallus. Der Epiphallus ist etwa doppelt so lang wie der Penis. Der Penis mündet unterhalb des vaginalen Fortsatzes in das Atrium. Das Atrium, der gemeinsame Ausführgang für die Geschlechtsprodukte von Vagina und Penis ist vergleichsweise kurz.

## Ähnliche Arten
Die Art ist anhand von Gehäusemerkmalen praktisch nicht von der Kartäuserschnecke zu unterscheiden. Im Geschlechtsapparat hat die Kartäuserschnecke einen vaginalen Sack, eine Ausstülpung an der Vagina, die Monacha claustralis fehlt. Letztere Art hat eine lange Vagina (und einen sehr kurzen freien Eileiter), die Kartäuserschnecke eine recht kurze Vagina (und einen relativ langen freien Eileiter). Außerdem ist bei dieser Art der Epiphallus im Durchschnitt kürzer. Der vaginale Fortsatz ist am Ansatz stark verdickt und läuft dann fadenförmig aus. Bei Monacha claustralis ist der basale Teil des vaginalen Fortsatzes wenig verdickt und nimmt im Durchmesser nur langsam ab.

## Geographische Verbreitung und Lebensraum
Das ursprüngliche Verbreitungsgebiet von Monacha claustralis war wahrscheinlich auf Griechenland, Albanien, Mazedonien, Bulgarien und die Westtürkei beschränkt. Die Art dehnt ihr Areal derzeit nach Norden aus. So ist sie schon in Bosnien-Herzegowina, Tschechien und Polen nachgewiesen worden. Weiter im Osten wurde sie auf der Halbinsel Krim und in Georgien gefunden. 2019 erfolgte der erste Nachweis auch in Deutschland (Thüringen).

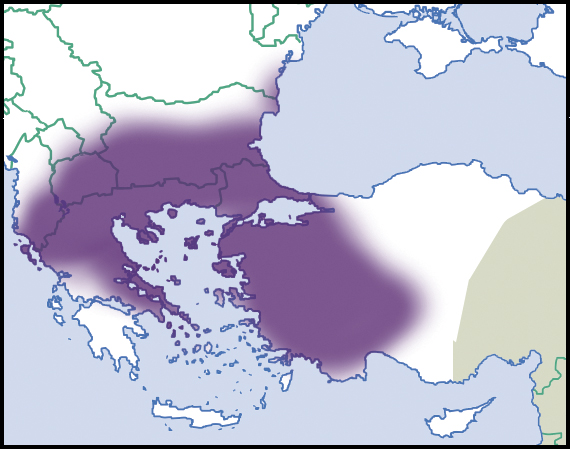
Ursprüngliches Verbreitungsgebiet von Monacha claustralis in Europa (nach Welter-Schultes, 2012)

Die Art lebt in der Krautschicht offener Lebensräume an sonnigen, trockenen Plätzen. Oft findet man sie im Kulturland, Wiesen und Gärten. In Südbulgarien steigt sie bis auf 1.600 m über Meereshöhe.

## Taxonomie
In der Literatur bestehen noch Meinungsunterschiede, wer den Namen verfügbar machte. Während Hausdorf (2000) und ihm folgend noch Neiber & Hausdorf (2017) Menke (1828) als Erstautor annehmen, ist Welter-Schultes (2012) und ihm folgend Pieńkowska et al. (2018) und Hutchinson et al. (2019) der Meinung, dass der Name erst durch Rossmässler (1834) verfügbar wurde. Ein jüngeres Synonym ist Monacha dissimulans Pintér, 1968.
Da die morphologischen Unterschiede zwischen Monacha claustralis und der Kartäuserschnecke (Monacha cartusiana) nur in der Morphologie des Genitalapparates zu finden sind, ist damit zu rechnen, dass mit genaueren Untersuchungen das Verbreitungsgebiet in Mittel- und Osteuropa weiter vergrößert wird.